# إدارة الأداء

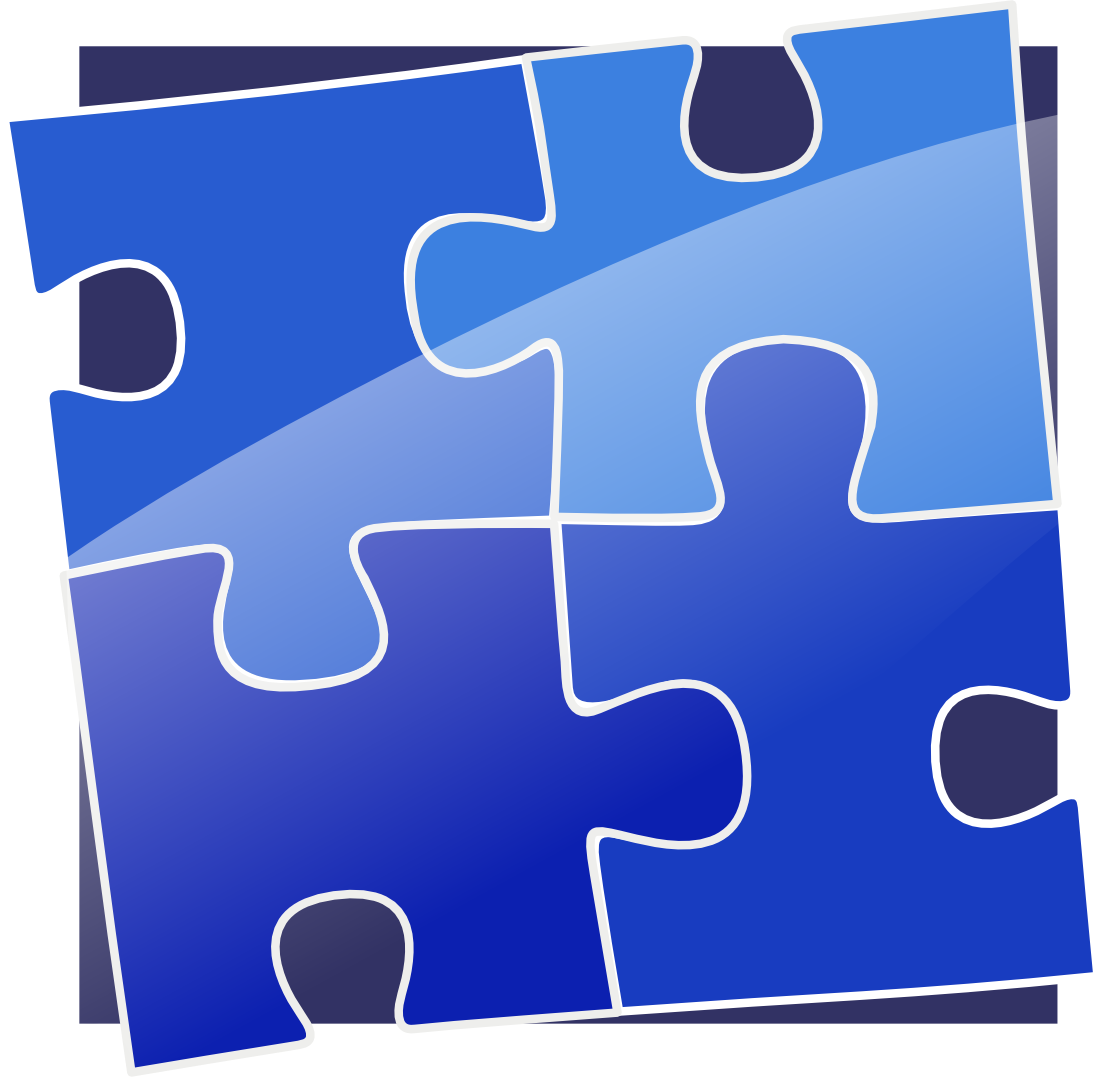

إدارة الأداء تشمل الأنشطة التي تكفل تحقيق الأهداف بإطراد بطريقة فعالة وكفؤة. وتركز إدارة الأداء على أداء المنظمة أو إدارة من إداراتها، أو موظف، أو حتى عمليات بناء منتج أو خدمة، فضلا عن العديد من المجالات أخرى. بالإضافة إلى ذلك، تعتبر إدارة الأداء عملية تقوم بها المؤسسات بمواءمة مواردها وأنظمتها وموظفيها مع الأهداف والأولويات الاستراتيجية

## التطبيق
في حين تستخدم إدارة الأداء بشكل واسع  في أماكن العمل، لكن من الممكن أن تطبق أينما يتفاعل الناس كالمدارس والكنائس والتجمعات الاجتماعية والفرق الرياضية وأوساط الرعاية الصحية  والوكالات الحكومية والفعاليات الاجتماعية وحتى السياسية  —وفي أي مكان في العالم يتفاعل الناس مع بيئاتهم لتحقيق أهداف مرجوة. وقد عرفها كل من أرمسترونغ وبارون (1998) بأنها «نهج استراتيجي متكامل لزيادة فعالية الشركات عن طريق تحسين أداء الأشخاص الذين يعملون فيها وتطوير قدرات الفرق والأفراد العاملين». وعادة ما يستحدم المدراء  يستخدم نظام إدارة الأداء من أجل التوفيق بين أهداف الشركة وأهداف موظفيها، وبالتالي ضمان الإنتاجية.
قد يكون من الممكن حصول التوفيق بين الأهداف الشخصية للموظفين مع الأهداف التنظيمية وزيادة الإنتاجية والربحية للمنظمة باستخدام هذه العملية. ويمكن تطبيق ذلك من قبل المنظمة ككل أو إدارة واحدة أو قسم داخل المنظمة، وكذلك على مستوى الفرد.  وقد أطلق على عمليه الأداء بأنها عملية أداء ذاتي الدفع
ولإنجاز ذلك يجب أولا عمل تحليل التزام يتم فيه عمل بيان مهمة كل وظيفة. وبيان مهمة الوظيفة هو تعريف بالعمل من حيث الغرض والعملاء والمنتج والنطاق. إن الهدف من هذا التحليل هو تحديد الأهداف الرئيسية المستمر ومعايير الأداء لكل وظيفة.
بعد عمل تحليل الالتزام، يتم عمل التحليل الوظيفي لكل الوظائف من حيث الهيكل التنظيمي والوصف الوظيفي. وإذا كان الوصف الوظيفي غير متوفر، فيثم عمل تحليل نظامي ينتج عنه وصف وظيفي. الهدف من هذا التحليل هو تحديد الأهداف المستمرة الحرجة ومعايير الأداء لكل وظيفة.

### فوائده
إدارة أداء الموظف أو نظام الأداء ومواءمة أهدافهم يسهل الإنجاز الفعال للأهداف الاستراتيجية والتشغيلية. يرى بعض المؤيدين أن هناك علاقة واضحة وفورية بين استخدام برامج إدارة الأداء  وتحسين نتائج الأعمال التجارية والتنظيمية. أما في القطاع العام، فإن تأثيرات نظم إدارة الأداء قد اختلفت من إيجابي إلى سلبي، مما يشير إلى أن الاختلافات في خصائص نظم إدارة الأداء والسياقات التي يتم تنفيذها تلعب دورا هاما في نجاح أو فشل إدارة الأداء.
عند استخدام برمجيات متكاملة لإدارة أداء الموظفين،  بدلا من نظام التسجيل القائم على جداول البيانات فإنه يحقق عائد كبير على الاستثمار من خلال مجموعة من فوائد المبيعات مباشرة وغير مباشرة، فوائد في الكفاءة التشغيلية عن طريق تحفيز الإمكانيات الكامنة في كل الموظفين يوم العمل (أي الوقت الذي يقضونه في الواقع لا يقومون بعملهم). فوائد قد تشمل: 
 مكاسب مالية مباشرة 
- نمو المبيعات
- خفض التكاليف في المنظمة
- وقف التجاوزات في المشاريع
- توائم المنظمة مباشرة خلف أهداف الرئيس التنفيذي
- تقليل الوقت الذي يستغرقه إنشاء التغييرات الاستراتيجية أو التشغيلية وذلك بتوصيل التغييرات من خلال مجموعة جديدة من الأهداف

تحفيز القوى العاملة
- يحسن خطط الحوافز لأهداف محددة لتحقيق أكثر من إنجاز، ليس فقط العمل المعتاد.
- يحسن مشاركة الموظفين لأن الجميع يدرك كيف يسهمون بشكل مباشر في أهداف المنظمة على مستوى عال.
- خلق الشفافية في تحقيق الأهداف
- ثقة عالية في عملية دفع المكافآت
- تتماشى برامج التنمية المهنية بشكل أفضل ومباشر مع تحقيق أهداف مستوى الأعمال

تحسين الرقابة الإدارية 
- مرونة، واستجابة لاحتياجات الإدارة
- عرض علاقات البيانات
- يساعد على التدقيق / الامتثال للمتطلبات التشريعية
- يبسط توصيل الأهداف الاستراتيجية (تخطيط السيناريو)
- يوفر توثيق وتوصيل للعمليات بشكل جيد من خلال عملية التوثيق

## التطوير التنظيمي
في التطوير التنظيمي، يمكن اعتبار الأداء على أنه النتائج الفعلية مقابل النتائج المرجوة. أي تباين، حيث الواقع أقل من المطلوب، يمكن أن يشكل منطقة تحسين الأداء. ويمكن التفكير في إدارة الأداء وتحسينه على أنه دورة:
1. تخطيط الأداء حيث يتم عمل الاهداف والغايات
2. تدريب على  الأداء حيث يتدخل مدير لإعطاء تغذية راجعة وضبط الأداء
3. تقييم الأداء حيث يتم توثيق الأداء الفردي رسميا وتسليم التغذية الراجعة

وجود مشكلة في الأداء يعني وجود فجوة بين النتائج المرجوة والنتائج الفعلية. بينما تحسين الأداء هو أي جهد يستهدف سد الفجوة بين النتائج الفعلية والنتائج المرجوة.
هناك تعريفات أخرى مختلفة للتطوير التنظيمي .يشير مكتب إدارة شؤون الموظفين الأمريكي (OPM)  إلى أن إدارة الأداء يتكون من نظام أو عملية حيث:
1. يتم تخطيط العمل وتعيين التوقعات
2. يتم رصد أداء العمل
3. يتم تطوير وتعزيز قدرة الموظفين على الأداء
4. يقيم الأداء أو يقاس ويلخص التقييم
5. يتم مكافأة الأداء الأفضل [5]

## في الشركات
يساوي كثير من الناس بين إدارة الأداء وتقييم الأداء. وهذا هو مفهوم خاطئ شائع. إدارة الأداء هو مصطلح يستخدم للإشارة إلى الأنشطة والأدوات والعمليات والبرامج التي تنشئها أو تطبقها  الشركات لإدارة أداء الموظفين الفردية والفرق والإدارات وغيرها من الوحدات التنظيمية داخل تأثيرها التنظيمي. في المقابل، تقييم الأداء يشير إلى تقدير أو تقييم الأداء خلال فترة الأداء لتحديد مدى نسبة ما نفذ الموظف أو البائع أو وحدة تنظيمية إلى الأهداف المتفق عليها أو الأهداف، وهذا يعتبر نشاطا واحدا فقط من العديد من الأنشطة الهامة داخل مفهوم إدارة الأداء الشاملة.
في مكان العمل، يتم تنفيذ إدارة الأداء من قبل الموظفين ذوي الأدوار الإشرافية. الهدف من إدارة الأداء عادة هو السماح للموظفين معرفة كيف كان أداؤه نسبة إلى أهداف الأداء أو مؤشرات الأداء الرئيسية أثناء فترة أداء محددة من المشرفين والمديرين. وعادة ما تكون فترة الأداء في المنظمات والشركات 12 شهرا.
تستخدم نتائج عمليات إدارة الأداء :
- في تخطيط تطوير الموظف لاختيار أنسب تدخل مناسب للتطوير لتحسين معرفة الموظفين ومهاراتهم وسلوكهم
- كأساس واقعي للتعويضات والمكافآت (رفع الأجور والمكافآت هي الأكثر شيوعًا)
- كأساس واقعي معتبر مع عوامل أخرى للتنقل (على سبيل المثال: التنقلات والترقيات)